# Якинська
Я́кинська (рос. Якинская) — присілок у складі Тарногського району Вологодської області, Росія. Входить до складу Ілезського сільського поселення.

## Населення
Населення — 4 особи (2010; 12 у 2002).
Національний склад (станом на 2002 рік):
- росіяни — 100 %